# Lituaria philippinensis
Lituaria philippinensis är en korallart som beskrevs av S.F. Light 1921. Lituaria philippinensis ingår i släktet Lituaria och familjen Veretillidae. Inga underarter finns listade i Catalogue of Life.